# Рогіз малий
Рогі́з мали́й  (Typha minima) — багаторічна рослина родини рогозових, найменший представник роду рогіз. Вид занесений до Червоної книги України в статусі «зникаючий». Малопоширена декоративна культура.

## Опис

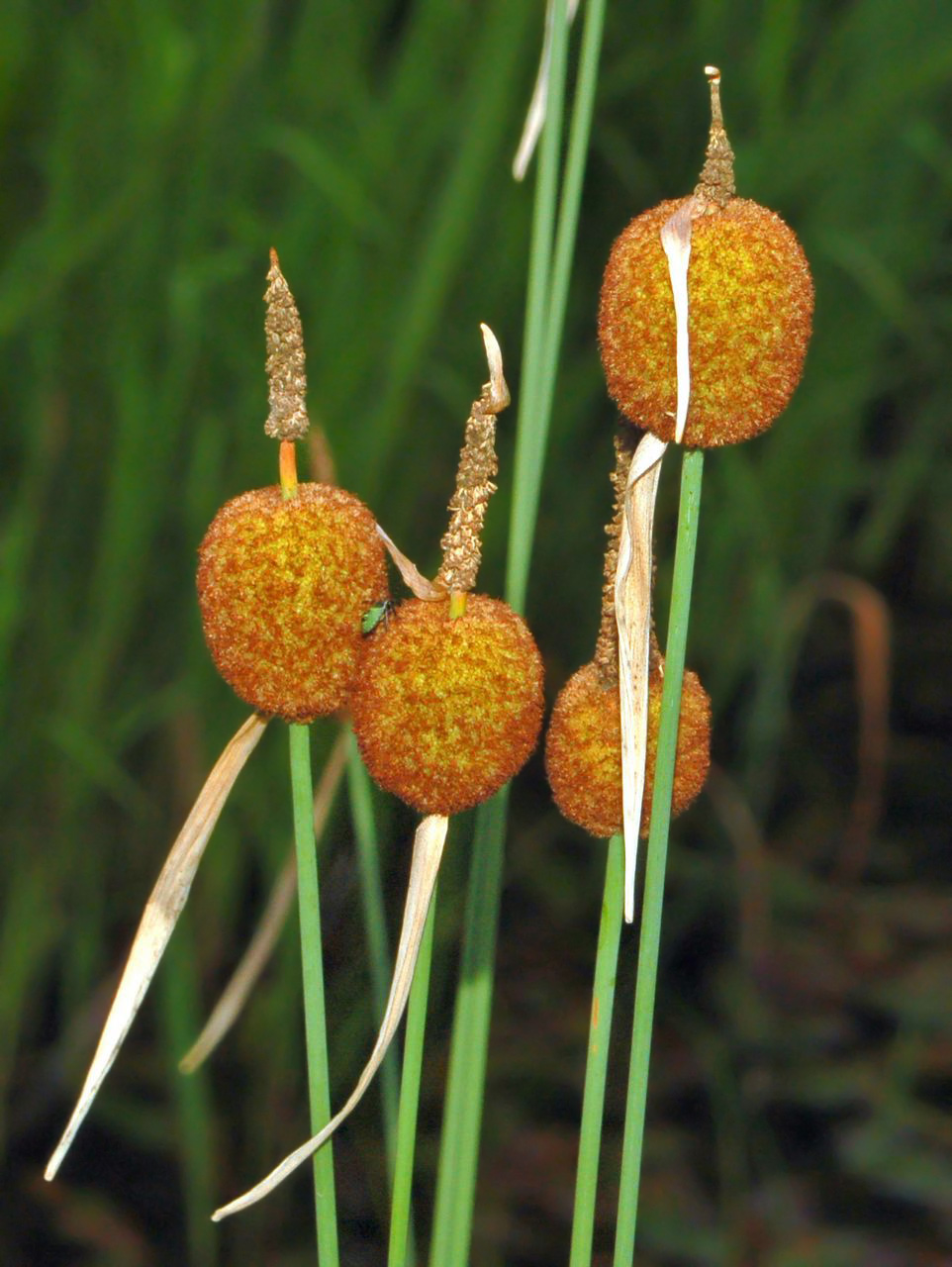
Чоловічі (зверху) і жіночі (внизу) суцвіття

Трав'яниста рослина заввишки 30-80 см (зрідка до 140 см), гідрофіт. Кореневище тонке, коротке, здерев'яніле. Стебло прямостояче, міцне, гладке, голе. Листки вегетативних пагонів вузьколінійні, до 30 см завдовжки і 1-1,5 мм завширшки. Листки квітконосного пагона з короткими піхвами і редукованою (вкороченою) листковою пластинкою.
Рослина однодомна. Суцвіття — одностатеві початки, розташовані попарно на одному квітконосі. Тичинковий початок жовтуватий, рихлий, швидко опадає. Кожна чоловіча квітка має по три тичинки, оточені поодинокими волосками. Маточкові початки еліптичні, майже кулеподібні, циліндричні, коричневі або темно-бурі, 2-5 см завдовжки. Вони розташовані нижче тичинкових і відділені від них невеликим проміжком. Плід — валькуватий горішок.

## Екологія
Рослина дуже волого- й світлолюбна, не переносить найменшого затінку. Зростає у плавнях, на періодично затоплюваних ділянках суходолу по берегах річок, боліт, ставків, лиманів з повільною течією і прохолодною, чистою водою. Рогіз малий добре переносить нестачу кисню у ґрунті і низький вміст азоту. Висотний діапазон становить від 0 до 1000 м над рівнем моря.
Квітне в травні-липні, інколи цвітіння може повторитися в серпні. Розмножується насінням та вегетативно. Запилення і розповсюдження летючих насінин здійснюється вітром. На відміну від інших представників роду у рогозу малого насіння проростає в аеробному середовищі (при доступі повітря). Його схожість становить 90%, але швидко падає. Вже через рік після достигання насіння повністю втрачає життєздатність. Відтворення рослин може відбуватися і шляхом відокремлення шматочків кореневищ, які розносяться водними течіями. Рогіз малий разом з осоками і очеретом належить до рослин-піонерів, які першими заселяють нові ділянки.

## Поширення
Рогіз малий належить до літоральних реліктів. Його батьківщина — Середземномор'я, де він розповсюджений по берегах річок Північної Африки, Апеннінського і Балканського півостровів. Крім того, ареал цього виду охоплює басейн Дунаю, річкові системи Альп, Кавказу, Малої та Центральної Азії, Сибіру, Монголії, Китаю, Японії. В Україні трапляється лише у Кілійському гирлі дельти Дунаю, де виявлено два локалітети.

## Охорона
Typha minima охороняється в Європі і занесений до Додатку І Бернської конвенції (охоронна категорія: вид підлягає особливій охороні), а також до Директиви Європейського Союзу 92/43/ЄС «Про збереження природних оселищ та видів природної фауни і флори» (Додаток ІІ. Види рослин і тварин, що становлять особливий інтерес для Європейського Союзу, збереження яких потребує створення територій особливої охорони).
Typha minima занесений до Червоної книги України (охоронна категорія: зникаючий вид). Він знаходиться під загрозою зникнення в Німеччині, Австрії, Швейцарії, тому він занесений до відповідних національних Червоних списків.
На популяції рогозу малого негативно впливає зміна середовища, спричинена регулюванням стоку річок, будівництвом, видобутком гравію, меліоративними роботами.  Охорона українських популяцій ведеться в Дунайському заповіднику.

## Практичне значення
Як декоративну рослину рогіз малий використовують для озеленення штучних водойм.

## Синоніми
- Rohrbachia minima (Funck) Mavrodiev
- Typha angustifolia var. minor L.
- Typha angustissima Griff.[2]